# Johan Schouten
Johan Frederik Schouten (ur. 4 października 1910 w Amsterdamie, zm. 11 maja 1989 w Lelystad) – holenderski zapaśnik walczący w stylu klasycznym. Olimpijczyk z Londynu 1948, gdzie zajął jedenaste miejsce w kategorii do 73 kg. (Wycofał się z turnieju po 2 rundzie).

## Letnie Igrzyska Olimpijskie 1948
| Konkurencja          | Rundy eliminacyjne      | Rundy eliminacyjne | Klas. końcowa |
| Konkurencja          | Przeciwnik I            | Przeciwnik II      | Miejsce       |
| -------------------- | ----------------------- | ------------------ | ------------- |
| 73 kg styl klasyczny | Gösta Andersson (SWE) P | wolny los Z        | 11.           |